# 6-я танковая армия СС
6-я танковая армия СС (нем. 6. SS-Panzerarmee) — оперативное объединение войск СС нацистской Германии периода Второй мировой войны.
Штаб 6-й танковой армии СС был создан приказом от 6 сентября 1944 года. Местом формирования был объявлен 6-й военный округ. 1 октября 1944 года в состав штаба армии были переданы штаб командующего Вермахтом «Бельгия — Северная Франция» и остатки штаба 12-го армейского корпуса. К ноябрю 1944 года штабные и тыловые учреждения армии были сконцентрированы в районе Кёльна.

## Боевой путь
В декабре 1944 года армия была передана в подчинение командующего на Западе для использования в ходе Арденнского наступления (с 16 декабря 1944 года). Части 6-й танковой армии СС двинулись на прорыв линий 19-й американской армии на отрезке от Монжуа до Лосгейма. Отдельные боевые группы из состава армии прорвались до рубежа Монжуа — Мальмеди — Ставло — Труа-Пон. Однако 18 декабря наступление 6-й танковой армии СС было остановлено. Последующие попытки наступления были неудачными. Основная причина неудачи — огромное превосходство англо-американских войск в технике и живой силе и господство в воздухе.
23 декабря 1944 года американские части начали контрнаступление ударом по 5-й танковой армии и 6-й танковой армии СС. В начале января 1945 года немецкие части вынуждены были отойти на исходные позиции. В середине января 1945 года 6-я танковая армия СС была выведена с фронта для восстановления.
В начале марта 1945 года 6-я танковая армия СС была отправлена в Нижнюю Австрию для дальнейшего использования в Венгрии. Советская разведка сумела обнаружить её переброску. 6 марта 1945 года в 8 часов 40 минут части армии перешли в наступление между озёрами Веленце и Балатон. Несмотря на то, что советское командование знало о подготовке немецких войск к наступлению, части 6-й танковой армии СС к вечеру 6 марта продвинулись более чем на 4 км вперед и заняли важный пункт Шерегейеш. 7 марта части армии продвинулись вдоль канала Шарвиз ещё на 4 км. 10 марта для отражения немецкого наступления советское командование усилило обороняющийся 3-й Украинский фронт 2-м Украинским. В течение 10 марта части 6-й танковой армии СС пять раз штурмовали советские позиции и в итоге смогли прорвать главную и вторую линию обороны. Однако 6-й танковая армия СС не выполнила главную задачу — прорыва к Дунаю. Последнее широкомасштабное наступление вермахта окончилось поражением. 14 марта Гитлер приказал личному составу 6-й танковой армии СС спороть с униформы почётные нарукавные ленты. Уже 16 марта советские войска перешли в наступление, вынудив 6-ю танковую армию СС к отходу.
В апреле 1945 года части 6-й танковой армии СС стали отступать на территорию Австрии. Армия противостояла советским войскам в Венской и Грацско-Амштеттенской операциях РККА.
8 мая остатки 6-й танковой армии СС сдались американским войскам у города Кремса.
В конце войны командующий армией любил шутить, что «они являются 6-й танковой армией потому, что у него в армии всего 6 танков».

## Боевой состав армии
| 16 декабря 1944                                                      | 31 декабря 1944                                                                        | 21 января 1945                                                | 5 марта 1945 |
| -------------------------------------------------------------------- | -------------------------------------------------------------------------------------- | ------------------------------------------------------------- | --- |
| 1-й танковый корпус СС 2-й танковый корпус СС 66-й армейский корпус  | 1-й танковый корпус СС 67-й армейский корпус 12-я пехотная дивизия народного ополчения | 13-й армейский корпус 67-й армейский корпус                   | 1-й танковый корпус СС 2-й танковый корпус СС 1-й кавалерийский корпус 2-й венгерский армейский корпус 43-й армейский корпус |
| 31 марта 1945                                                        | 12 апреля 1945                                                                         | 30 апреля 1945                                                | 9 мая 1945 |
| 1-й танковый корпус СС 2-й танковый корпус СС 356-я пехотная дивизия | 1-й танковый корпус СС 2-й танковый корпус СС командование особого назначения «Шульц»  | 1-й танковый корпус СС 2-й танковый корпус СС корпус «Брюнау» | 1-й танковый корпус СС 2-й танковый корпус СС корпус «Брюнау»                                                                |

| - 2-я зенитная дивизия (21 тяжёлая & 23 средние и лёгкие батареи) - 2-й зенитный штурмовой полк - 3-й зенитный штурмовой полк - 4-й зенитный штурмовой полк - 519-й тяжёлый танковый батальон (7 Pzjg V, 9 Pzjg IV & 17 StuG) - 667-й дивизион штурмовых орудий (5 StuG) (Sturmgeschütz-Abteilung 667) - 217-й дивизион штурмовых орудий (8 Sturmpanzer IV) - 653-й тяжёлый противотанковый дивизион (9 Pzjg VI) - 506-й тяжёлый танковый батальон (8 Mk VI King Tigers)13 - 428-я тяжёлая миномётная батарея (2-540mm howitzers) - 34-й лёгкий наблюдательный батальон - 1020-й инженерный полковой штаб z.b.V. - 617-й инженерный полковой штаб z.b.V. - 40-й инженерный полковой штаб - 108-й инженерный полковой штаб - 62-й (t-mot) инженерный батальон - 73-й (t-mot) инженерный батальон - 253-й (t-mot) инженерный батальон - 59-й инженерно-строительный батальон - 798-й инженерно-строительный батальон - Неизвестный штаб мостового эскадрона - 602-я мостовая колонна B - 2/406-я мостовая колонна B - 1/403-я мостовая колонна B - 967-я мостовая колонна B (GE) - 968-я мостовая колонна B (GE) - 895-я моторизованная мостовая колонна J - 844-я моторизованная мостовая колонна J - 851-я моторизованная мостовая колонна J - 175-я моторизованная мостовая колонна J (GE) - 655-й мостостроительный батальон - 4-я бригада Тодта (4 полка) | - LXVII корпус: генерал пехоты Otto Hitzfeld - 17-я (t-mot) народная миномётная бригада - 88-й миномётный полк - 89-й миномётный полк (72 150mm, 18 210mm & 18 300mm реактивных миномётов) - 88-й полк реактивных миномётов: - 1-й батальон: 3 (mot) батареи (6 150 мм пусковые установки) - 2-й батальон: такой же как 1-й батальон - 3-й батальон: 3 (mot) батареи (6 210 мм пусковые установки) - 89-й полк реактивных миномётов: - 1-й батальон: 3 (mot) батареи (6 150 мм пусковые установки) - 2-й батальон: такой же как 1-й батальон - 3-й батальон: 3 (mot) батареи (6 300 мм пусковые установки) - 405-й (t-mot) народный артиллерийский корпус: - 1-й батальон (RSO): 3 (motZ) батареи (6 75mm FK 40) - 2-й батальон: 2 (motZ) батареи (6 100mmK 18) - 3-й батальон (RSO): 3 (motZ) батареи (6 105mm leFH 18/40) - 4-й батальон: 2 (motZ) батареи (6 152mm KH 433(r)) - 5-й батальон: 2 (motZ) батареи (6 122mm sFH 396(r)) - 902-й дивизион штурмовых орудий (20 StuG) - 394-й дивизион штурмовых орудий (3 StuG) - 683-й противотанковый дивизион - 1110-я (bo) миномётная батарея (3-305mm mörsers) - 272-я народная пехотная дивизия: полковник G. Kosmalla14 - 1/,2/980-й народный пехотный полк - 1/,2/981-й народный пехотный полк - 1/,2/982-й народный пехотный полк - 1/,2/,3/,4/272-й артиллерийский полк - 75mm FK 40 (14 Dec) — 18 - 105mm lFH 18/40 (14 Dec) — 17 - 150mm sFH 18 (14 Dec) — 12 - 272-я стрелковая рота - 272-й противотанковый дивизион (8 Hetzer Pzjg 38t) - 272-й инженерный батальон - 272-й батальон связи - 326-я народная пехотная дивизия: полковник E.Kaschner15 - 1/,2/751-й народный пехотный полк - 1/,2/752-й народный пехотный полк - 1/,2/753-й народный пехотный полк - 1/,2/,3/,4/326-й артиллерийский полк - 75mm FK 40 (14 Dec) — 18 - 105mm lFH 18/40 (14 Dec) — 24 - 150mm sFH 18 (14 Dec) — 12 - 326-й противотанковый дивизион (8 Hetzer Pzjg 38t) - 326-я стрелковая рота - 326-й инженерный батальон - 326-й батальон связи |

| - I танковый корпус СС: группенфюрер СС Hermann Preiss - 9-я моторизованная народная миномётная бригада - 14-й полк тяжёлых реактивных миномётов: - 54-й полк реактивных миномётов: - 3 (mot) батареи (6 210 мм пусковые установки) (70 150mm & 54 210mm werfers) - 4-я моторизованная народная миномётная бригада - 51-й полк реактивных миномётов: - 1-й батальон: 3 (mot) батареи (6 150 мм пусковые установки) - 2-й батальон: такой же как 1-й батальон - 3-й батальон: 3 (mot) батареи (6 210 мм пусковые установки) - 53-й полк реактивных миномётов: - 1-й батальон: 3 (mot) батареи (6 150 мм пусковые установки) - 2-й батальон: 3 (mot) батареи (6 150 мм пусковые установки) - 3-й батальон: 3 (mot) батареи (6 210 мм пусковые установки) - 402-й моторизованный народный артиллерийский корпус - 1-й (motZ) батальон: 3 (motZ) батареи (6 75mm FK 40) - 2-й (motZ) батальон: 2 (motZ) батареи (6 100mm K18 guns) - 3-й (motZ) батальон: 3 (motZ) батареи (6 105mm leFH 18/40) - 4-й (motZ) батальон: 2 (motZ) батареи (6 152mm KH 433(r)) - 5-й (motZ) батальон: 2 (motZ) батареи (6 122mm sFH 396 (r)) - 388-й моторизованный народный артиллерийский корпус: - 1-й батальон: 1st-3rd (motZ) батареи (6 75mm FK 40) - 2-й батальон: 4th-5th (motZ) батареи (6 88mm PAK 43 guns) - 3-й батальон: 6th-9th (motZ) батареи (6 105mm leFH) - 4-й батальон 10th-11th (motZ) батареи (6 150mm sFH) - 5-й батальон 13th-14th (motZ) батареи (6 122-мм русских гаубиц) - 6-й батальон: 15th-16th (motZ) батареи (3 210mm гаубицы), 18th (motZ) Battery (3 170mm guns) - 501-й артиллерийский дивизион СС - 502-й артиллерийский дивизион СС - 1000-я (bo) тяжёлая гаубичная батарея (3 305mm гаубицы) - 1000-я (bo) тяжёлая гаубичная батарея (3 305mm гаубицы) - 1000-я (bo) тяжёлая гаубичная батарея (3 305mm гаубицы) - 1123-я (bo) крепостная артиллерийская батарея (2 240mm K-3/1 guns) - 277-я народная пехотная дивизия: полковник W. Viebig16 - 1/,2/989-й народный пехотный полк - 1/,2/990-й народный пехотный полк - 1/,2/991-й народный пехотный полк - 1/,2/,3/,4/277-й артиллерийский полк - 75mm FK 40 (14 Dec) — 18 - 105mm lFH 18/40 (14 Dec) — 24 - 150mm sFH 18 (14 Dec) — 18 - 277-й противотанковый дивизион (6 Jgpz 38t) - 277-й стрелковый батальон - 277-й инженерный батальон - 277-й батальон связи - 12-я народная пехотная дивизия: генерал-майор G. Engel (11,934/7,261/5,676) - 1/,2/27-й стрелковый полк - 1/,2/48-й народный пехотный полк - 1/,2/49-й народный пехотный полк - 1/,2/,3/,4/12-й артиллерийский полк - 105mm lFH 18/40 (14 Dec) — 31 - 150mm sFH 18 (14 Dec) — 8 - 1/48-й артиллерийский полк - 12-й противотанковый дивизион (6 StuG) - 12-й стрелковый батальон - 12-й инженерный батальон - 12-й батальон связи - 1-я танковая дивизия СС «Лейбштандарт СС Адольф Гитлер» Оберфюрер СС W. Mohnke - 1/,2/1-й танковый полк СС (34 Mk IV, 37 Mk V) - Mk V Panther — 34/38/37/0 - Mk IV — 34/34/34/0 - 1/,2/,3/1-й моторизованный полк - 1/,2/,3/2-й моторизованный полк - 1/,2/,3/,4/1-й артиллерийский полк СС - 105mm lFH — 0/30/0/0 (on 14 Dec — 30) - 150mm sFH — 0/18/0/0 (on 14 Dec — 18) - 100mm K18 — 0/4/0/0 (on 14 Dec — 4) - 1-й разведывательный батальон СС - 1-й миномётный дивизион СС - 1-й противотанковый дивизион СС (20 Pzjg IV) StuG — 21/22/10/0, Heavy PAK — 25/25/24/0 - 1-й инженерный батальон СС - 1-й зенитный дивизион СС - 1-й батальон связи СС - 501-й тяжёлый танковый батальон СС (30 Mk VI King Tigers) Mk VI Tiger — 45/15/15/30 - 84-й лёгкий зенитный дивизион - 3-я парашютная дивизия: генерал-майор Wadehn20 - 1/,2/,3/5-й парашютно-десантный полк - 1/,2/,3/8-й парашютно-десантный полк - 1/,2/,3/9-й парашютно-десантный полк - 1/,2/,3/3-й артиллерийский полк - 105mm lFH 18/40 (14 Dec) — 24 - 150mm sFH 18 (14 Dec) — 12 - 3-й разведывательный батальон - 3-й противотанковый дивизион - 3-й инженерный батальон - 3-й авиационный батальон связи (Luftnachrichten Abteilung) - 12-я танковая дивизия СС «Гитлерюгенд» штандартенфюрер СС H. Kraas - 1/12-й танковый полк СС (39 Mk IV, 38 Mk V) - Mk V Panther — 34/41/38/? - Mk IV — 34/42/39/? - 1/,2/,3/25-й моторизованный полк СС - 1/,2/,3/26-й моторизованный полк СС - 1/,2/,4/12-й артиллерийский полк СС - 105mm lFH — 0/36/0/0 (on 14 Dec — 36) - 150mm sFH — 0/12/0/0 (on 14 Dec — 18) - 100mm K18 — 0/4/0/0 (on 14 Dec — 4) - 1/,2/12-й мотоциклетный полк СС - 12-й противотанковый дивизион СС (22 Pzjg IV) - 560-й тяжёлый противотанковый дивизион (12 Pzjg V & 25 Pzjg IV) StuG — 21/22/22/0) - 12-й зенитный дивизион СС (4 батареи) - 12-й инженерный батальон СС - 12-й батальон связи СС - 506-й тяжёлый противотанковый дивизион Heavy PAK — 28/25/25/? - 150-я танковая бригада СС: оберштурмбаннфюрер при войсках СС O. Skorzeny - 2 танковые роты (5 Mk V Panzers & 2 M-4 tanks) - 2 моторизованные роты - 2 противотанковые батареи (5 StuG) | - II танковый корпус СС: обергруппенфюрер СС W. Bittrich (не сформирован до 17/18 декабря) - 410-й народный артиллерийский корпус - 502-й тяжёлый артиллерийский дивизион СС - Бригада сопровождения фюрера: полковник O. Remer31 - 1-й моторизованный батальон - 2-й моторизованный батальон - 200-й дивизион штурмовых орудий (28 StuG) (Sturmgeschütz-Abteilung 200 (Feld)) - Разведывательная рота - Артиллерийский дивизион (3 батареи) - 828-й пехотный батальон - 673-й зенитный полк - 928-й велосипедный батальон - 9-я танковая дивизия СС «Гогенштауфен»: оберфюрер СС S.Stalder - 1/,2/9-й танковый полк СС (32 Mk VI, 49 Mk V) - Mk V Panther — 60/35/35/? - Mk IV — 30/39/39/? - 1/,2/,3/19-й моторизованный полк СС - 1/,2/,3/20-й моторизованный полк СС - 1/,2/,3/,4/9-й артиллерийский полк СС - 105mm lFH — 0/24/0/0 (on 14 Dec — 24) - 150mm sFH — 0/14/0/0 (on 14 Dec — 14) - 100mm K18 — 0/6/0/0 (on 14 Dec — 0) - (150mm Hummel on 14 Dec — 6) - 9-й противотанковый дивизион СС (28 StuG) StuG — 28/49/49/? - 9-й инженерный батальон СС - 9-й зенитный дивизион СС - 9-й батальон связи СС - 519-й тяжёлый противотанковый дивизион (20 Pzjg IV) (Heavy PAK — 28/25/25/0) - 502-й миномётный дивизион СС - 3-я моторизованная дивизия: генерал-майор W.Denkert (10,381/6,172/4,653) - 1/,2/,3/8-й моторизованный полк - 1/,2/,3/29-й моторизованный полк - 103-й танковый батальон (25 StuG) (StuG — 68/69/57/0) - 1/,2/,3/3-й танковый артиллерийский полк - 105mm lFH — 37/36/0/0 - 150mm sFH — 12/9/0/3 - 100mm K18 — 4/4/0/0 - 103-й разведывательный батальон - 3-й противотанковый дивизион (25 Pzjg IV) Heavy PAK — 19/9/6/10 - 3-й инженерный батальон - 3-й батальон связи - 312-й армейский зенитный дивизион |

## Командование армией
Командир — оберстгруппенфюрер СС и генерал-полковник войск СС Йозеф Дитрих
Начальники штаба:
- генерал-лейтенант Альфред Гаузе (до 20 ноября 1944)
- генерал-майор войск СС Фриц Кремер (с 1 декабря 1944)

Начальник оперативного отдела штаба — оберштурмбаннфюрер Георг Майер (с 1 декабря 1944)
Начальник медицинской службы — бригадефюрер Фридрих Карл Дермитцель (с 26 октября 1944 по 15 января 1945)